# Jay Anstey
Jessica "Jay" Carly Anstey (geboren am 13. Februar 1991 in Pretoria), bekannt als Jay Anstey, ist eine südafrikanische Schauspielerin und Model.

## Frühes Leben und Privatleben
Jessica Anstey ist die Tochter des Schauspielers Norman Anstey. Ihre Schwester Amy Anstey ist ebenfalls Schauspielerin.
Anstey ist Absolventin des Pretoria Technikon, wo sie ihr nationales Diplom in Schauspielkunst erwarb.
In der Vergangenheit war Asten mit dem früheren Schauspieler Jonathan Boynton-Lee liiert, seit 2021 ist sie mit dem Schauspieler, Regisseur und Produzenten Sean-Marco Vorster verheiratet. Am 6. Dezember 2021 wurde ihre Tochter geboren.

## Schauspielkarriere
Im Jahr 2006 gab Anstey im Alter von 15 Jahren ihr Filmdebüt in Catch a Fire. 2012 spielte sie die Hauptrolle in Sleeper's Wake.
2018 spielte sie die Hauptrolle der Elle in dem Horrorfilm Farewell Ella Bella.
Von 2020 bis 2023 spielte Anstey in der Serie Legacy in insgesamt 348 Folgen die Hauptrolle der Alexandra Lexie Price. In der Serie hat ihre Figur eine romantische Beziehung mit der Figur des Stefan, die von Sean-Marco Vorster gespielt wurde. Zwischen den beiden Schauspielern entwickelte sich eine reale Liebesbeziehung, das Paar heiratete 2021.

## Filmographie
| Jahr | Film                            | Rolle                         | Genre      |
| ---- | ------------------------------- | ----------------------------- | ---------- |
| 2006 | Catch a Fire                    | Katie Vos                     | Film       |
| 2006 | Snitch                          | Kylie Watts                   | TV series  |
| 2006 | Heartlines                      | Alice Anderson                | Film       |
| 2007 | Rhythm City                     | Chrizette                     | TV series  |
| 2007 | Les deux mondes                 | Jana                          | Film       |
| 2008 | Strictly Come Dancing           |                               | TV series  |
| 2011 | Isidingo: The Need              | Charlie Holmes                | TV series  |
| 2011 | Leonardo                        | Petronella                    | TV series  |
| 2012 | Inescapable                     | Muna Abdul-Kareem             | Film       |
| 2012 | Sleeper's Wake                  | Jackie Venter                 | Film       |
| 2013 | Tropika Island of Treasure      |                               | TV series  |
| 2014 | Leading Lady                    | Model 2                       | Film       |
| 2015 | Friend Request                  | Girl 1                        | Film       |
| 2015 | Abo Mzala                       | Jessica                       | TV series  |
| 2017 | Heart Aka 4 Minutes             | Louis' Nurse                  | Short film |
| 2017 | Harry's Game                    | Hammer                        | Film       |
| 2017 | Isibaya                         | Susan                         | TV series  |
| 2017 | Rakka                           | Woman Bomber                  | Short film |
| 2017 | Blood Drive                     | Diane                         | TV series  |
| 2018 | Tremors: A Cold Day in Hell     | Dr. D                         | Video      |
| 2018 | Farewell Ella Bella             | Elle                          | Film       |
| 2018 | Hell Trip                       | Emily Larson, Stunt performer | Film       |
| 2019 | The Girl from St. Agnes         | Debbie                        | Film       |
| 2020 | The Last Days of American Crime | Female Terrified Officer      | TV series  |
| 2020 | Inconceivable                   | Tamsin Watts                  | TV series  |
| 2020 | Legacy                          | Alexandra "Lexi" Price        | TV series  |